# Aero Minor
Aero Minor — чехословацкий микролитражный переднеприводной автомобиль, выпускавшийся в Праге на заводах концерна LET Letecké závody в 1946—1951 гг.

## История создания
История автомобиля восходит к 1934, когда основатель мотоциклетного завода Jawa Франтишек Янечек купил лицензию на производство автомобиля DKW F2 Meisterklasse 701. Это переднеприводная машина с двухтактным двухцилиндровым двигателем объёмом 684 см3 и мощностью 20 л.с. производилась на филиале завода в дер. Квасины в Восточной Чехии под маркой Jawa 700. В 1938 году ей на смену пришла модель собственной разработки, Jawa 600 (конструкторы Rudolf Vykoukal и Zdenek Kejval), благодаря своим компактным размерам ставшая известной под названием «Minor». Она получила двигатель новой конструкции объёмом 615 см3 и с кузовами 2-дверный 4-местный седан, 2-местный родстер и 2-местный кабриолет производилась до начала войны, а также в первые послевоенные годы (из старых запасов деталей). Перед войной Jawa Minor была самым недорогим автомобилем в Чехословакии (цена машины с кузовом родстер в 1938 году составляла 16 000 крон при средней месячной заработной плате государственного служащего около 1400 крон, а рабочего от 500 до 1000 крон).
Во время немецкой оккупации производство и разработка любой гражданской техники было строго запрещены. Тем не менее, и в этих условиях на мотоциклетном заводе Jawa в Праге, в то время полностью занятом ремонтом военной техники Вермахта, возникла подпольная мастерская, в которой было последовательно сконструировано и изготовлено целых пять прототипов будущего послевоенного автомобиля, названного Minor II. При этом разработчикам удалось под видом ремонта и опробования немецкой фронтовой техники не только собрать машины, но и провести их дорожные испытания (под вымышленной якобы немецкой маркой BWM и с похожей эмблемой). Параллельно там же возник и прототип знаменитого в будущем мотоцикла Jawa 250.
После освобождения Чехословакии и национализации всей крупной промышленности заводу Jawa пришлось сосредоточиться на производстве мотоциклов, удачную же модель новой микролитражки передали извечному конкуренту — Aero, после войны вошедшего в состав государственного концерна LET Letecké závody, чьи собственные разработки были признаны слишком дорогими для послевоенной экономики страны.

## Галерея

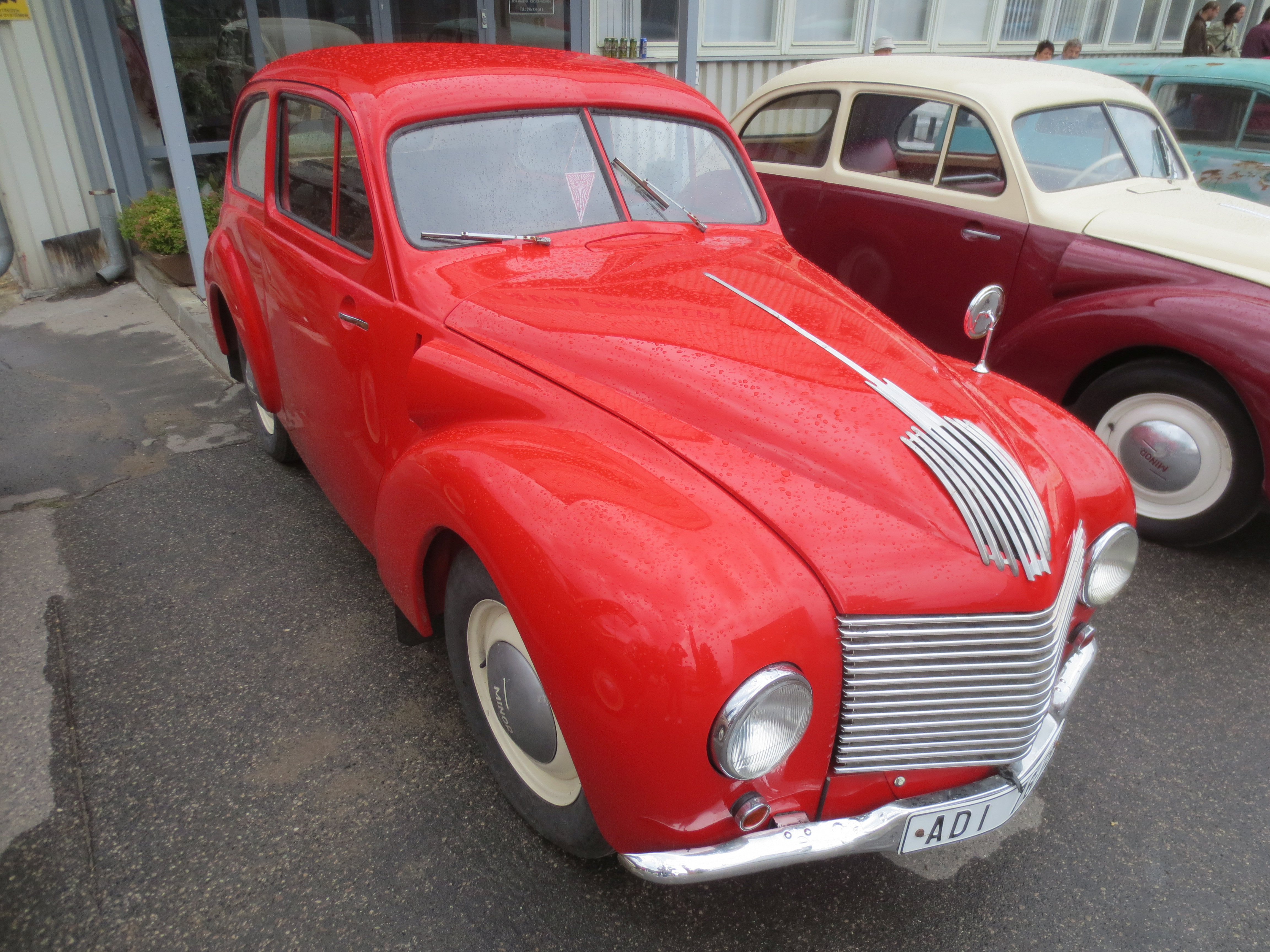
Aero Minor (Letov 2019)
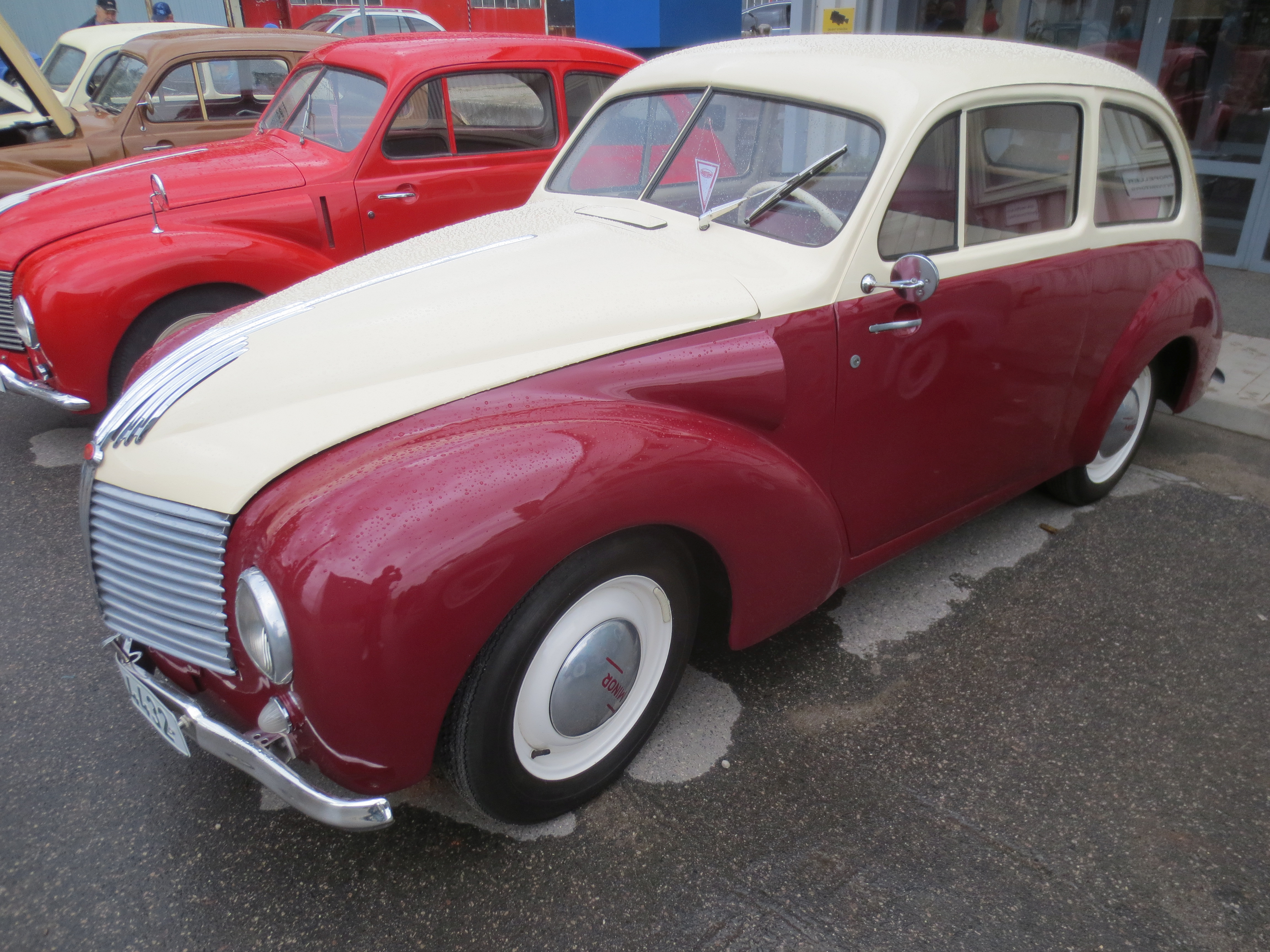
Aero Minor (Letov 2019)
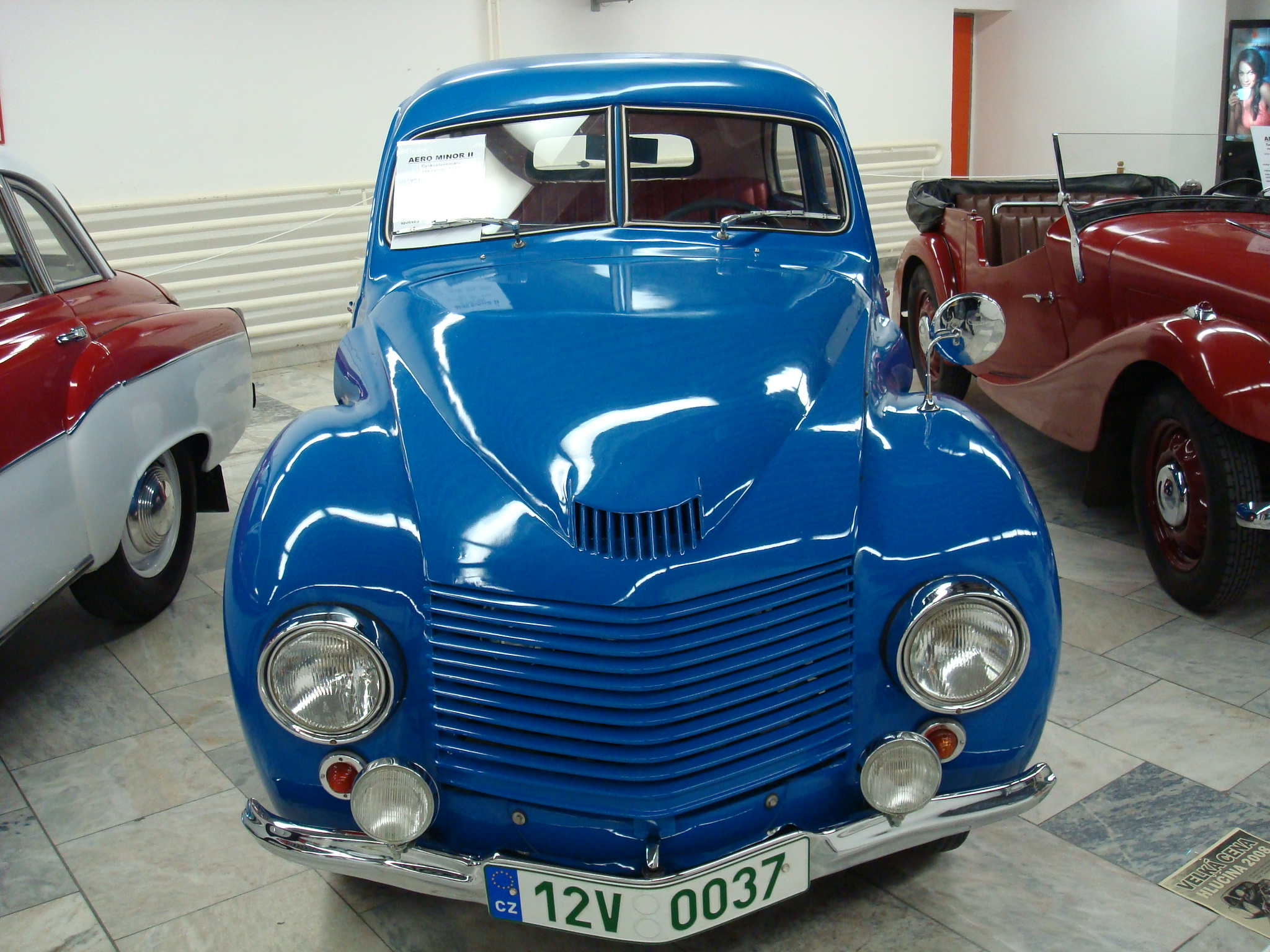
Aero Minor na Motorshow (Praha 2008)
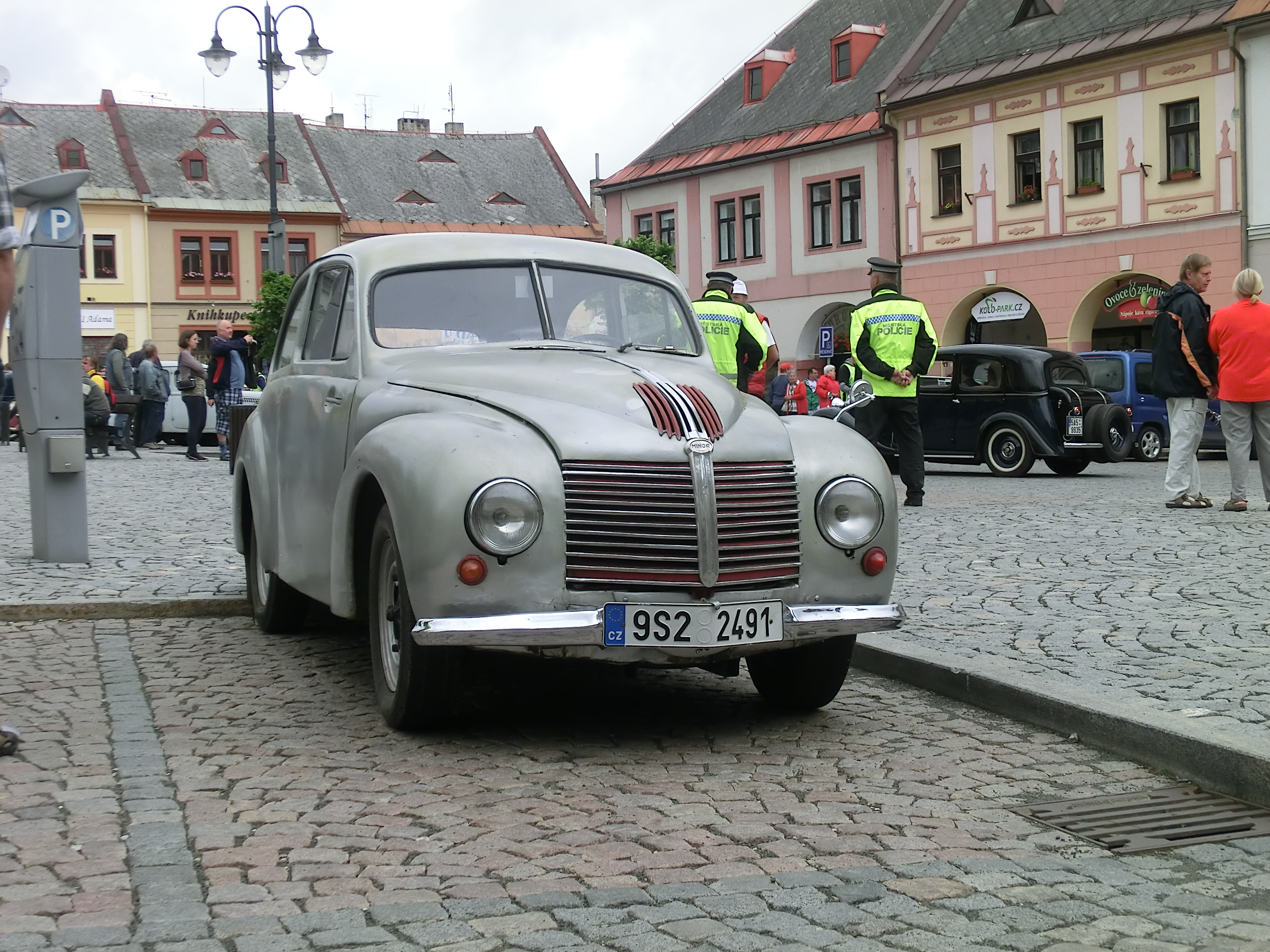
Aero Minor (1947) na soutěži "Tatra v Českém ráji" (Jilemnice 2014)
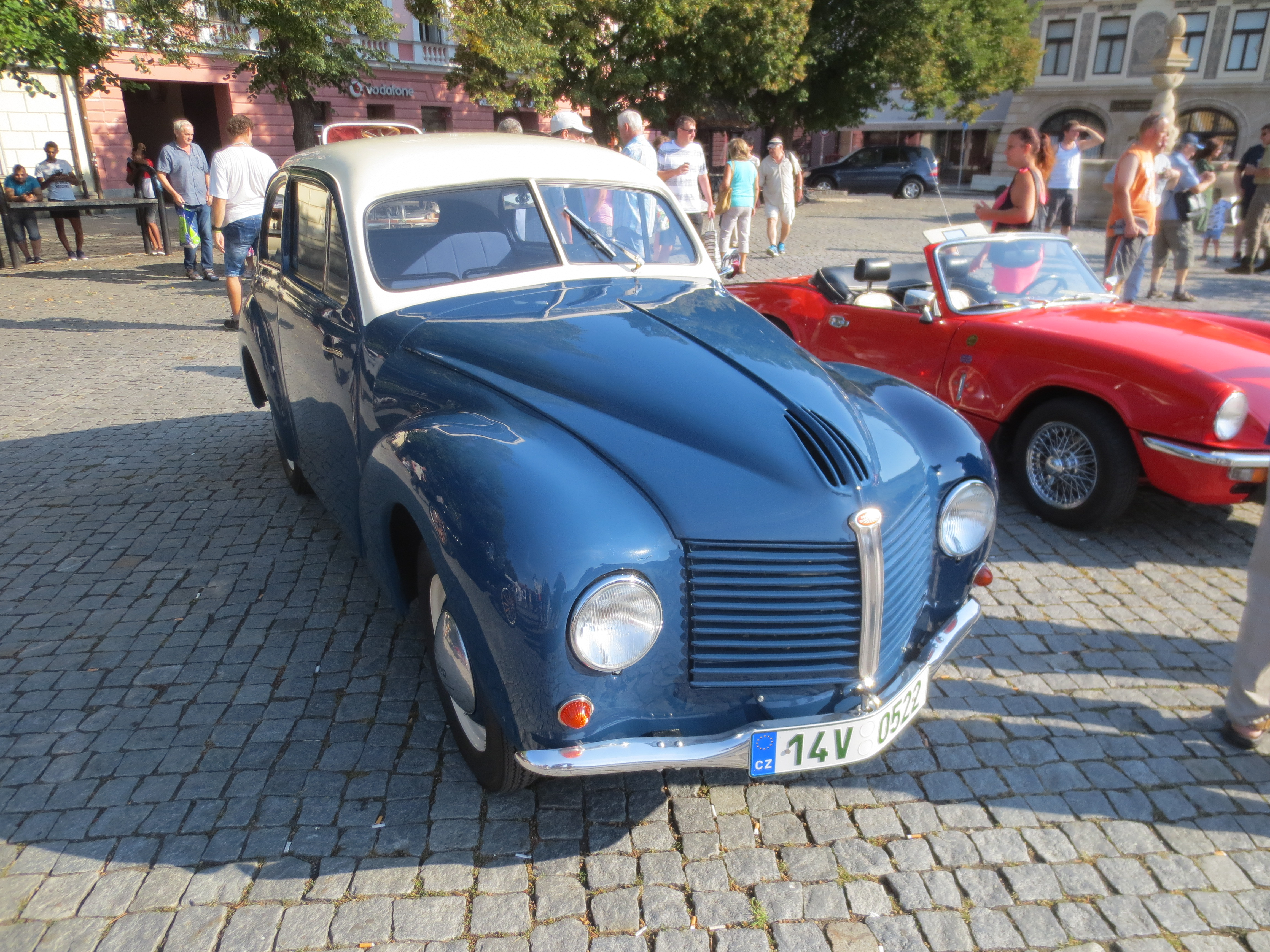
Aero Minor, Veteráni Moravským Slováckem, Kroměříž (2018)
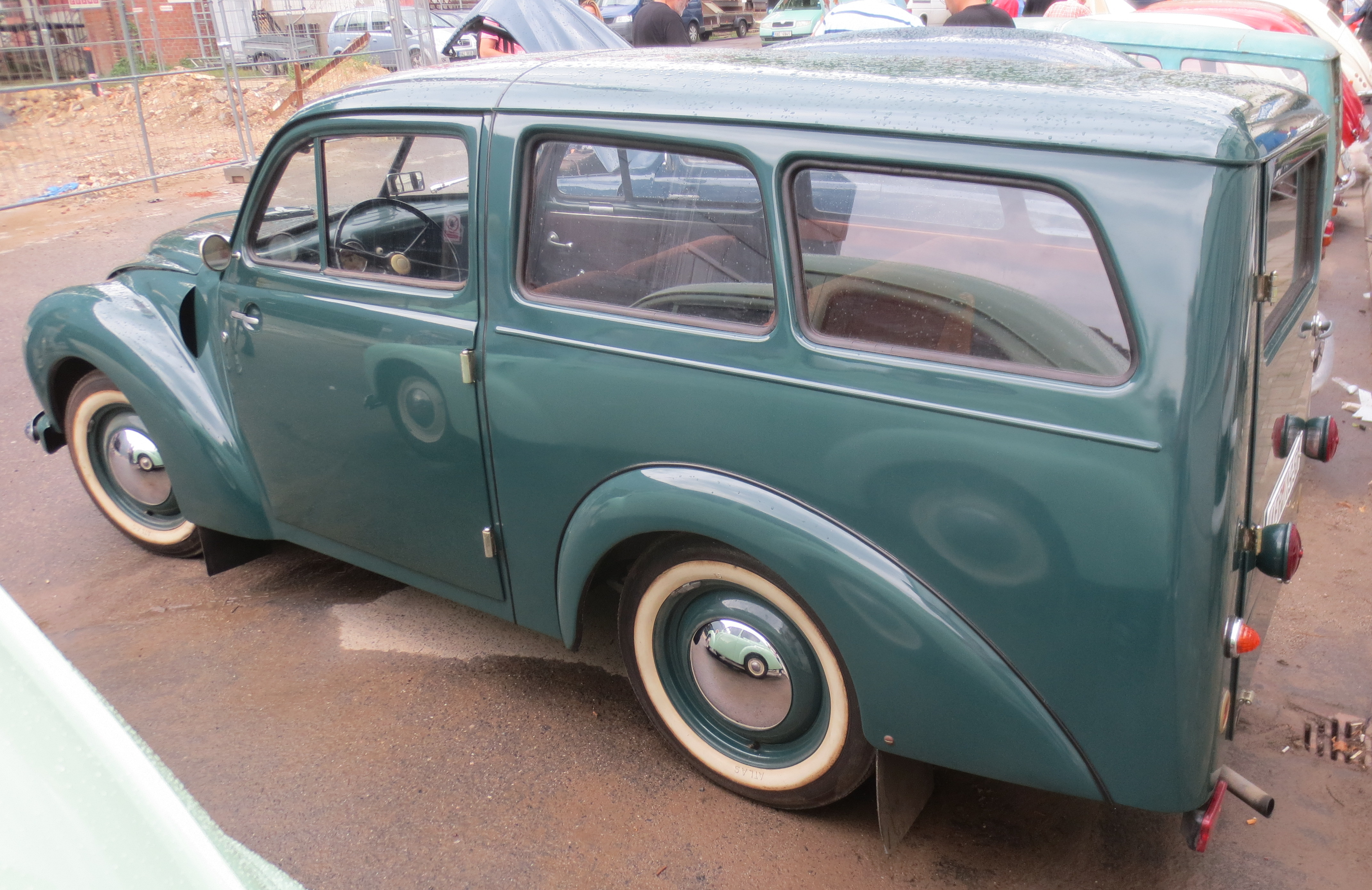
Aero Minor Kombi (Letov 2019)
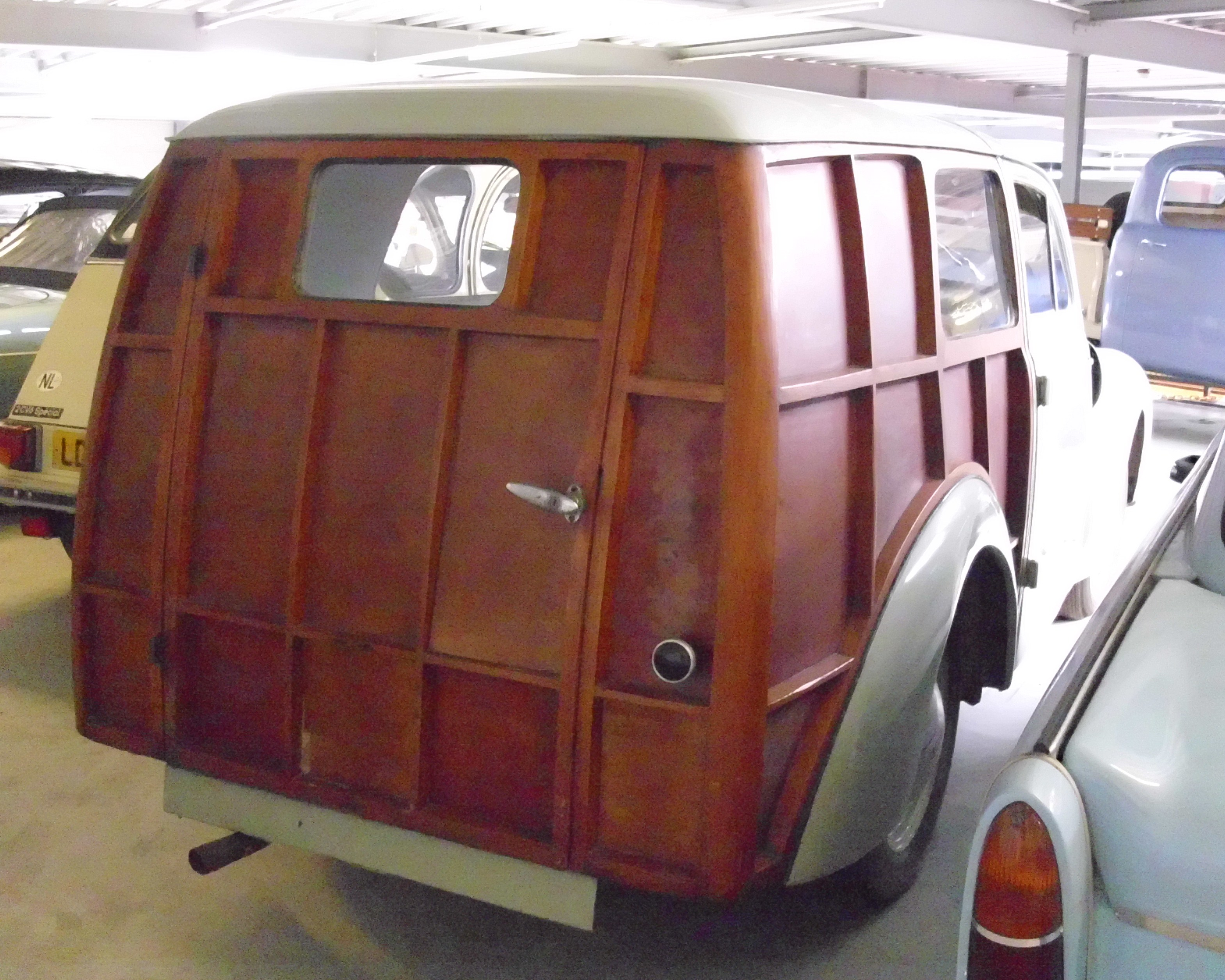
Aero Minor Kombi (1950)
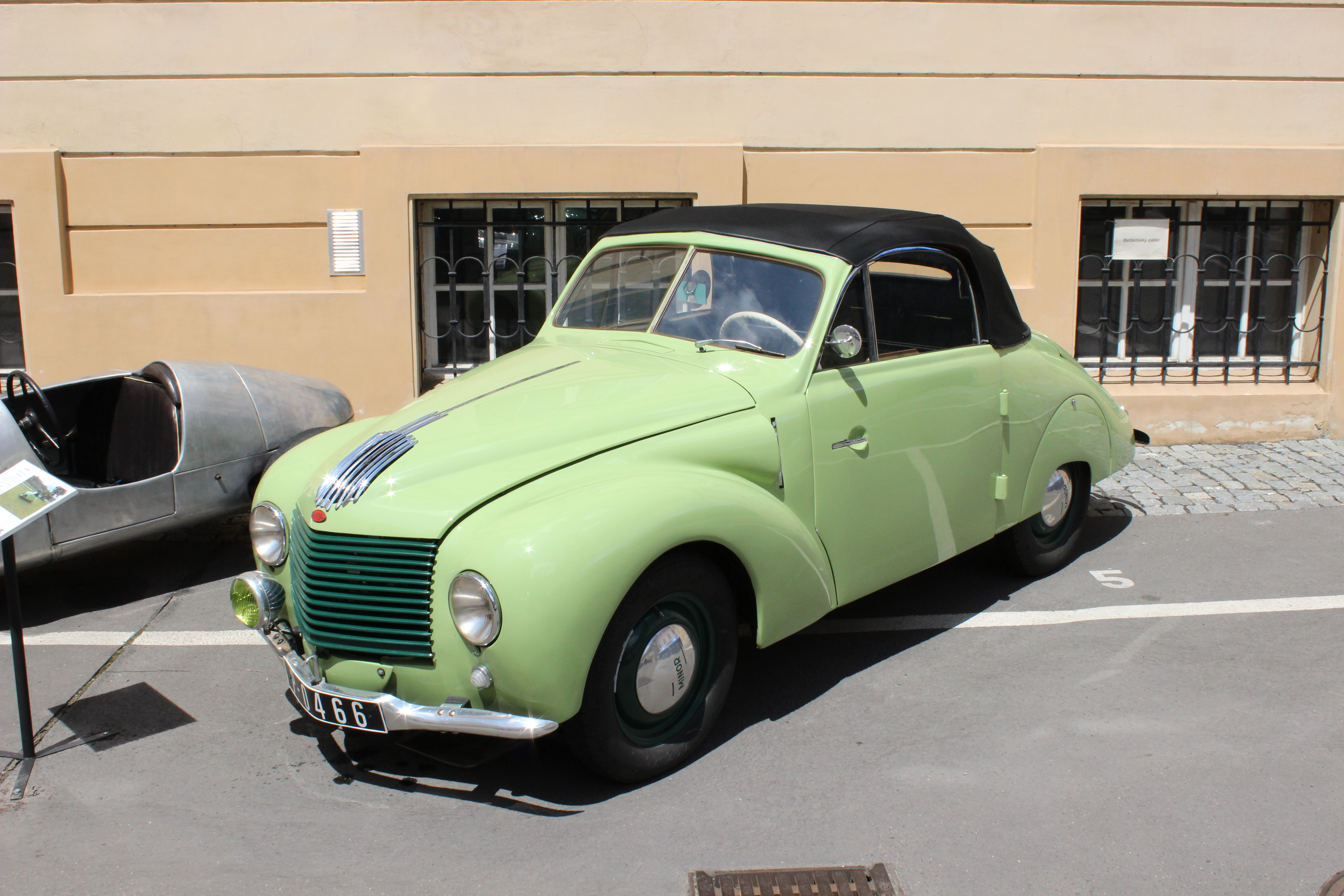
Aero Minor Kabriolet na výstavě Český kabriolet a kupé v průběhu století (2016)
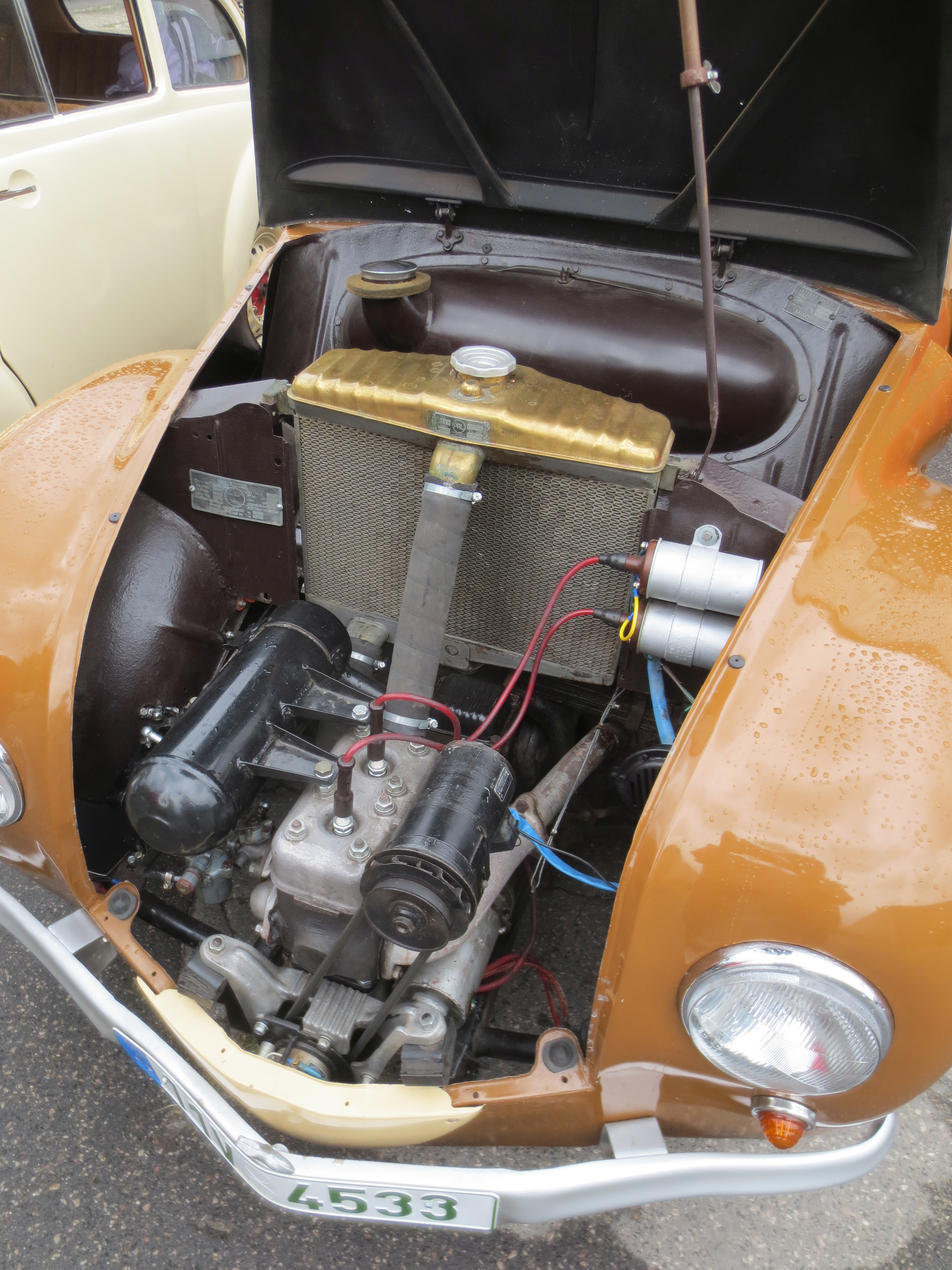
Aero Minor, uložení motoru (Letov 2019)
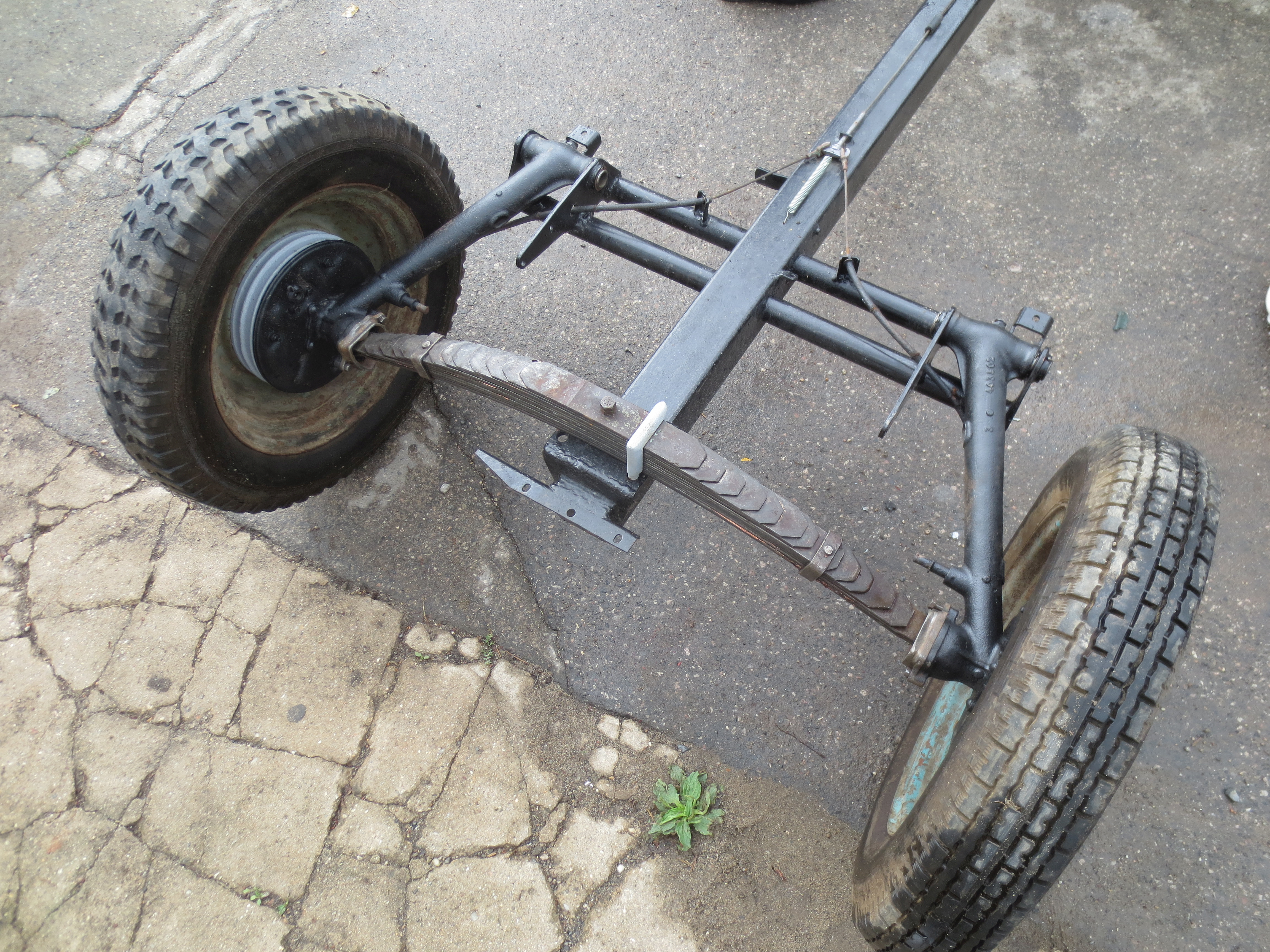
Aero Minor, zadní náprava (Letov 2019)
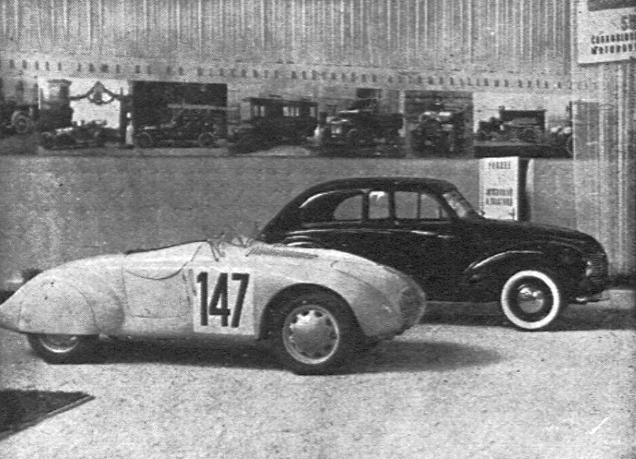
Aero Minor Spider a Aero Minor na Autosalonu v Praze (1947)
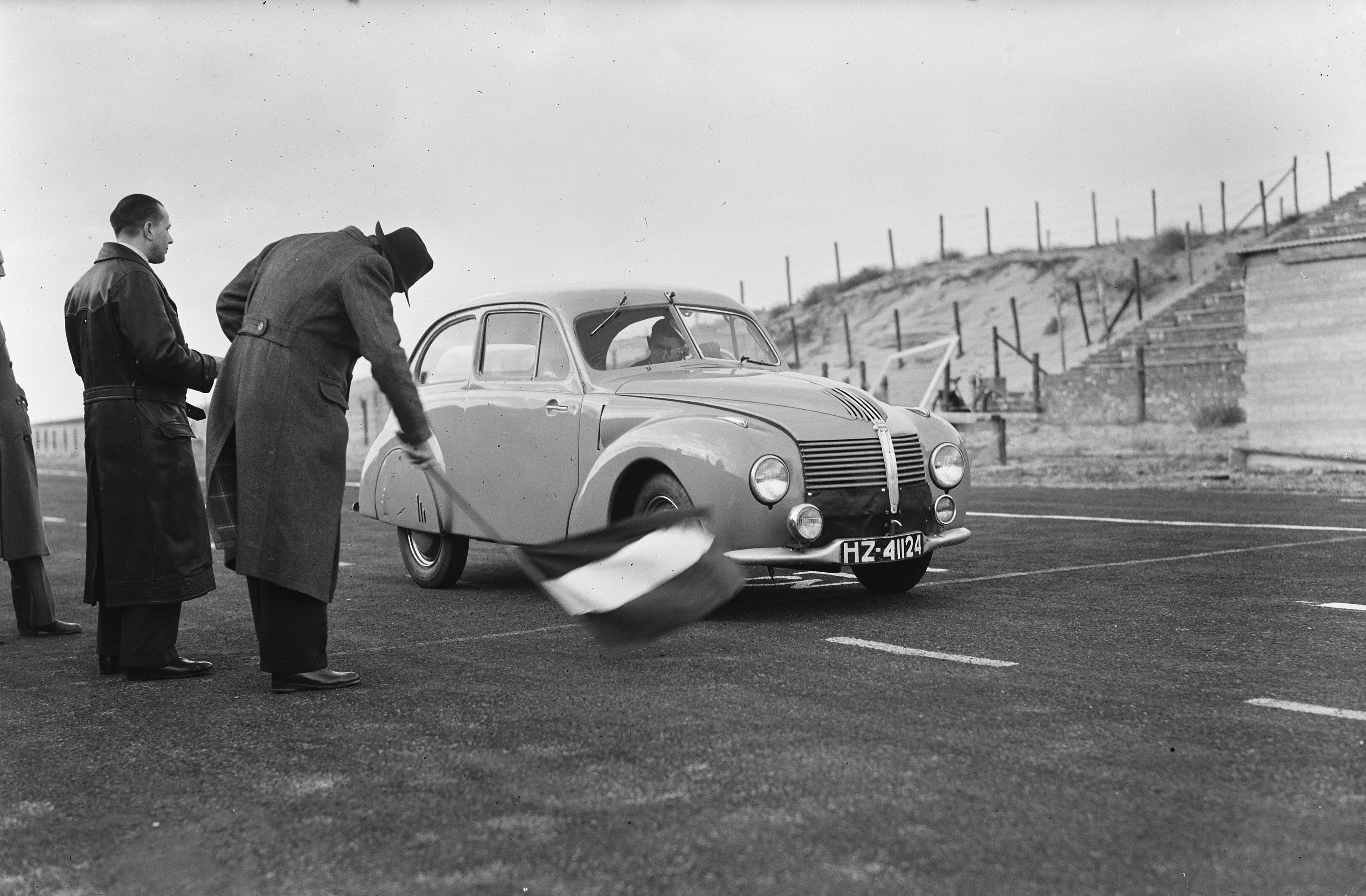
Henk Hoogeveen, vítěz z Le Mans 1950, s cestovním Minorem na okruhu Zandvoort v Holandsku (1949)
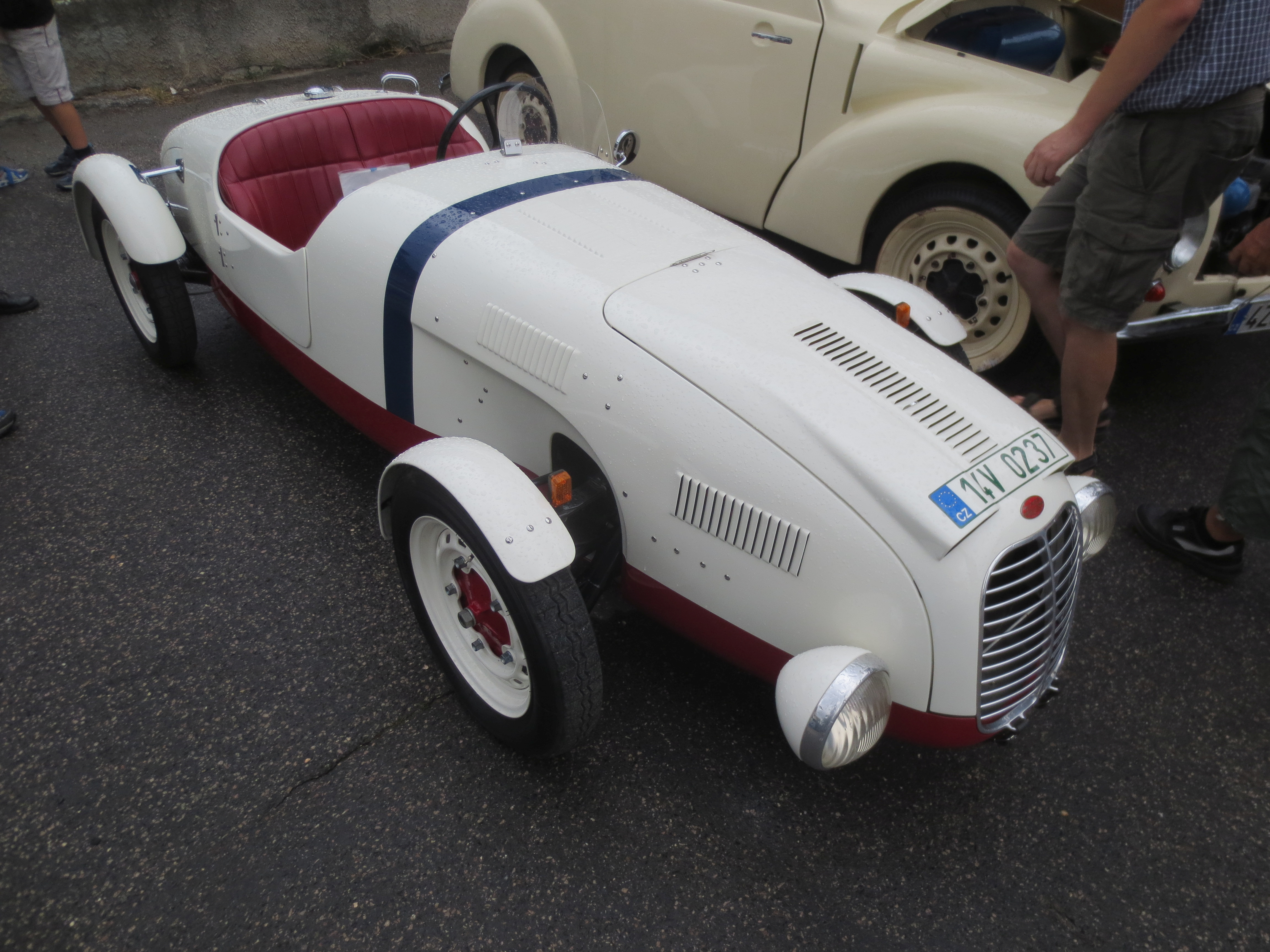
Aero Minor Sport (Letov 2019)
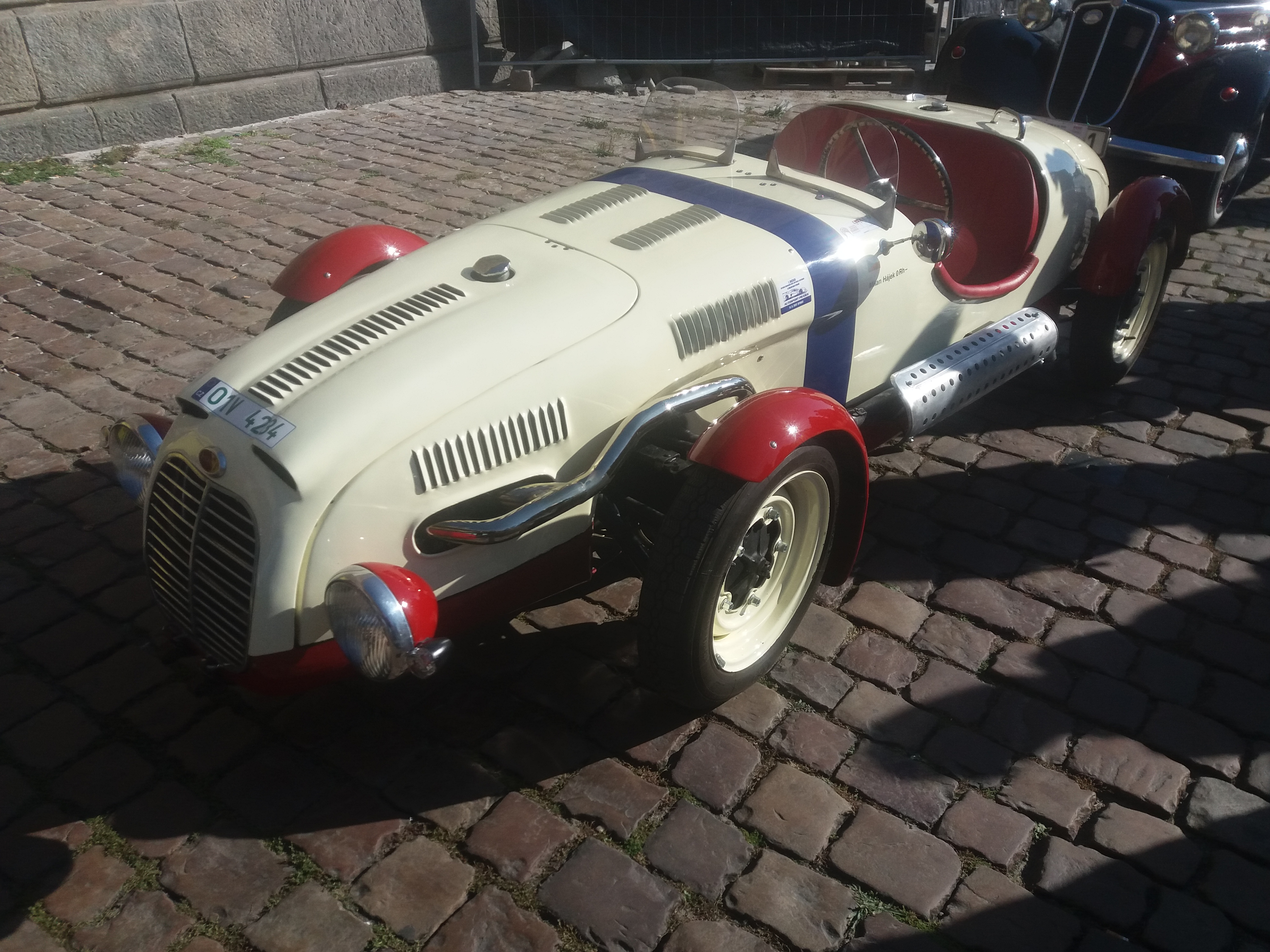
Aero Minor Sport (1947) na Pražské noblese 2018
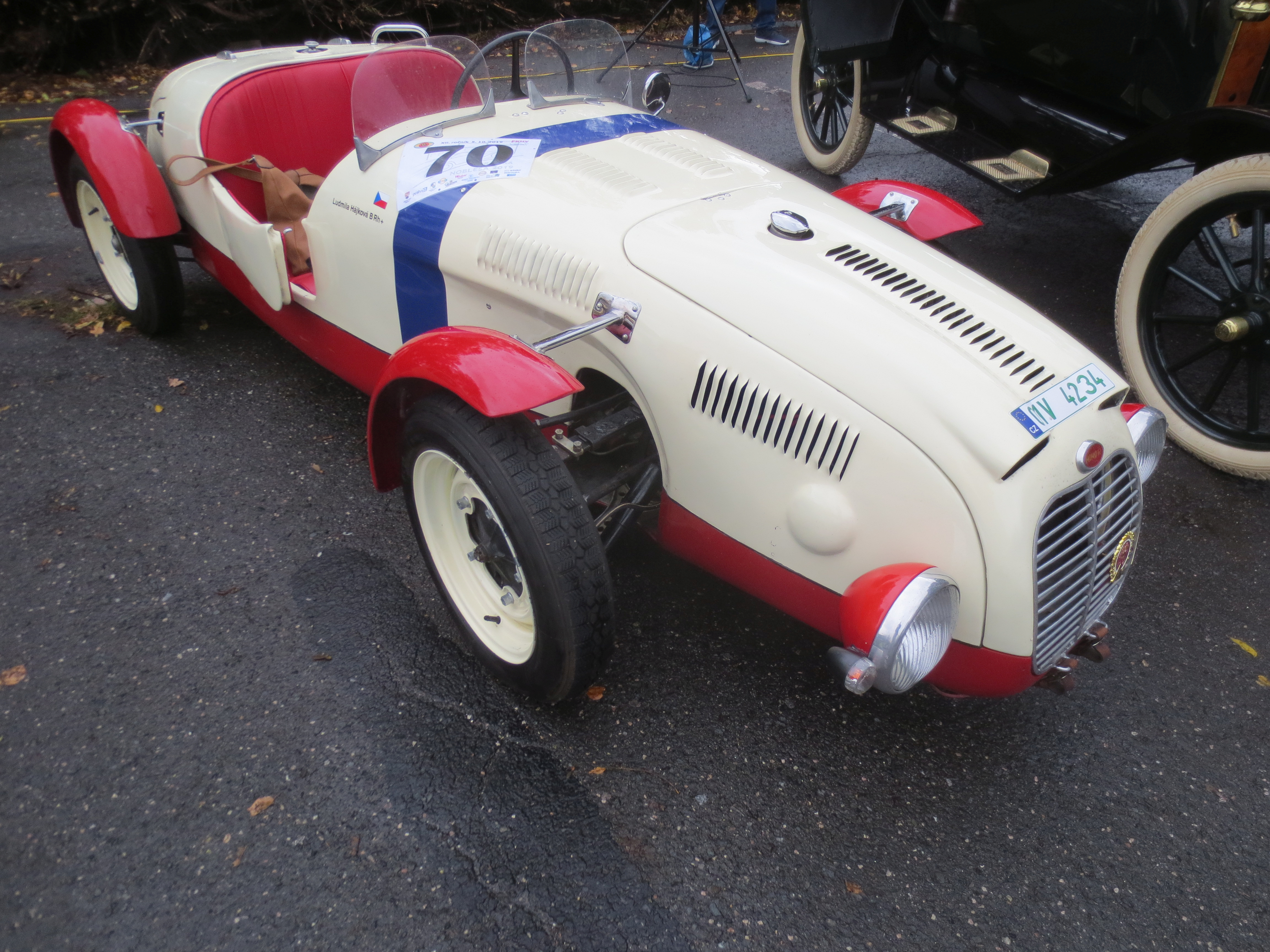
Aero Minor Sport (1947) na Pražské noblese 2019
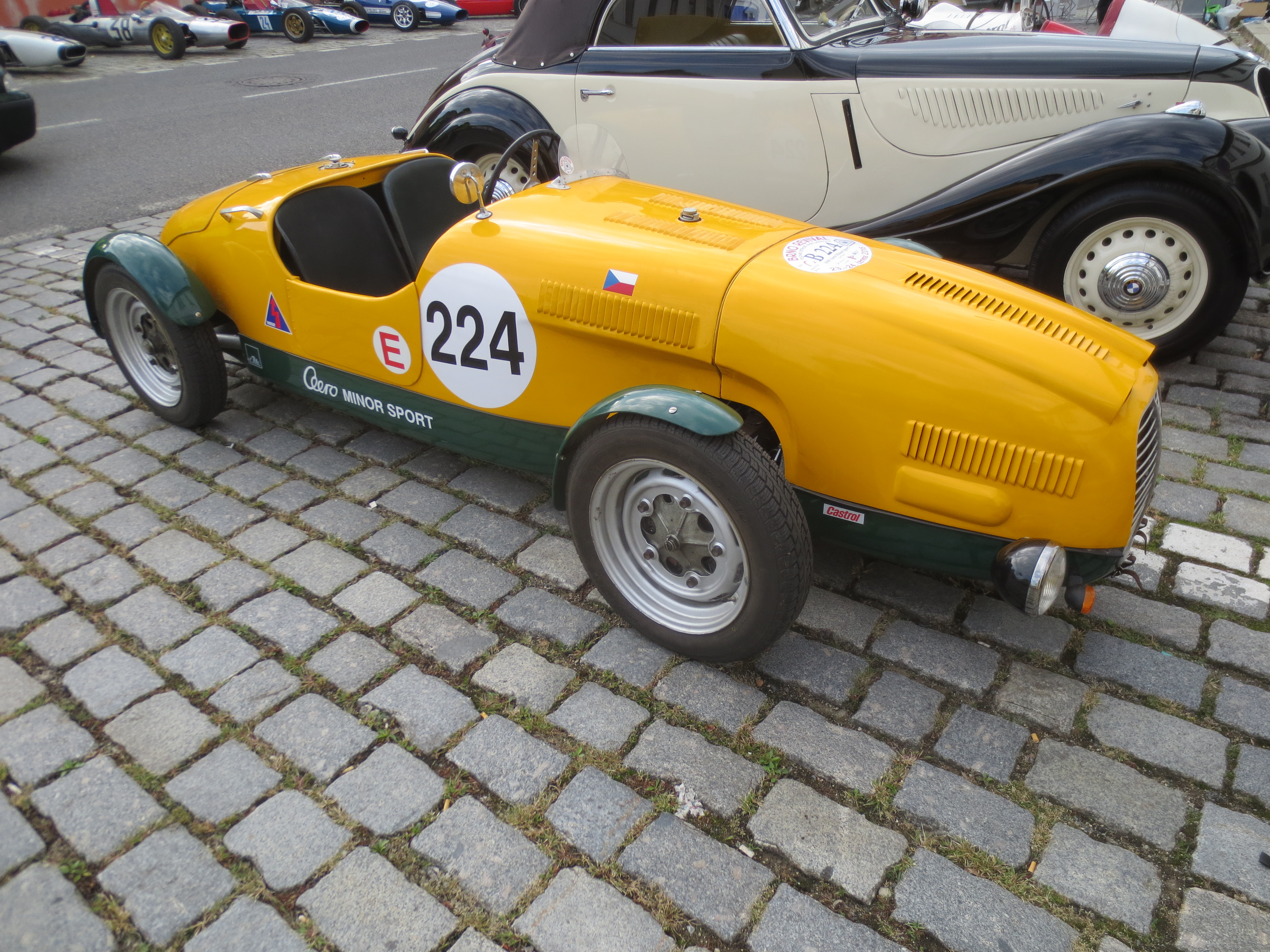
Aero Minor Sport (1947) na Zbraslav - Jíloviště 2018
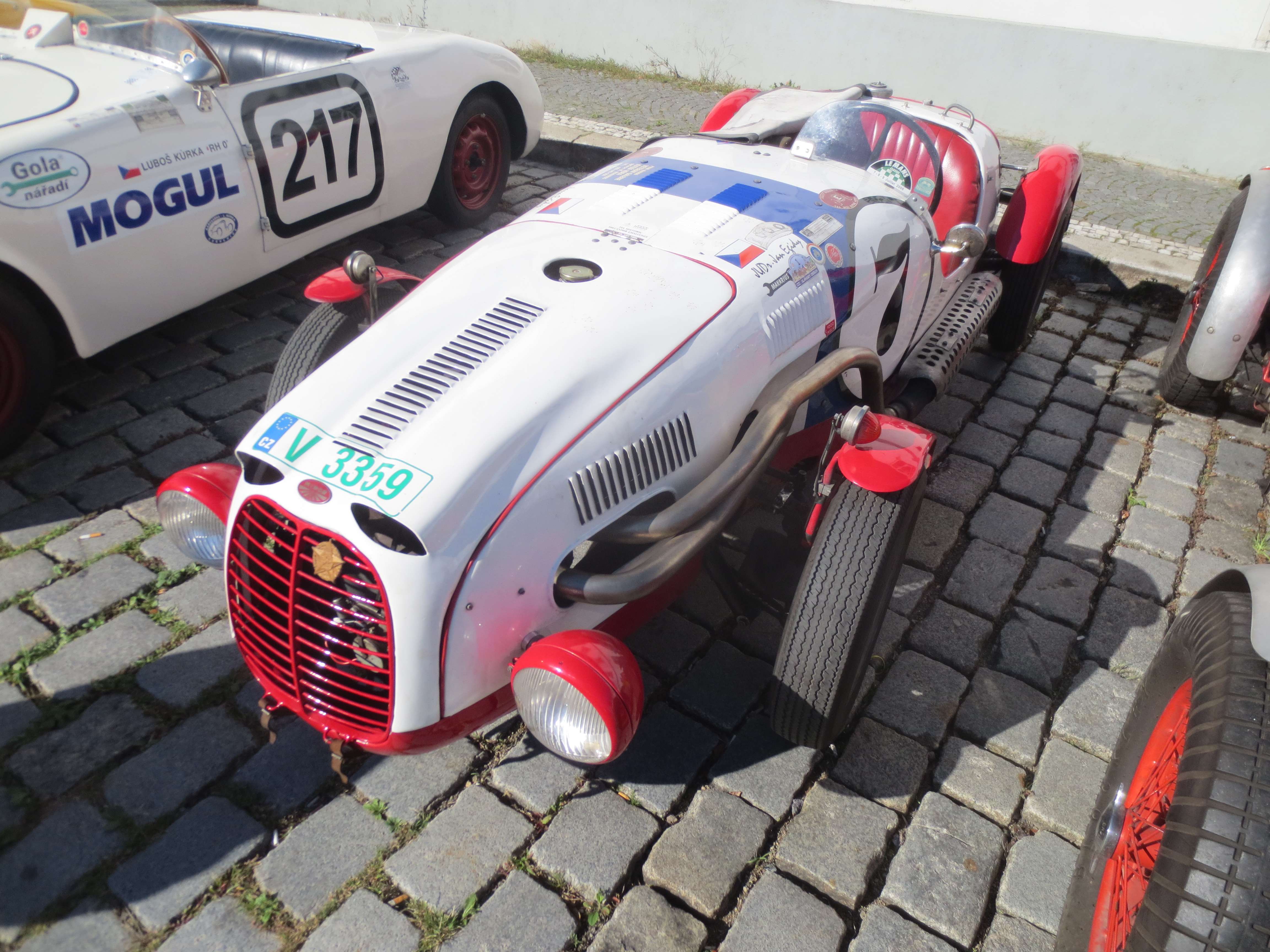
Aero Minor Sport (1948) na Zbraslav Jíloviště 2020
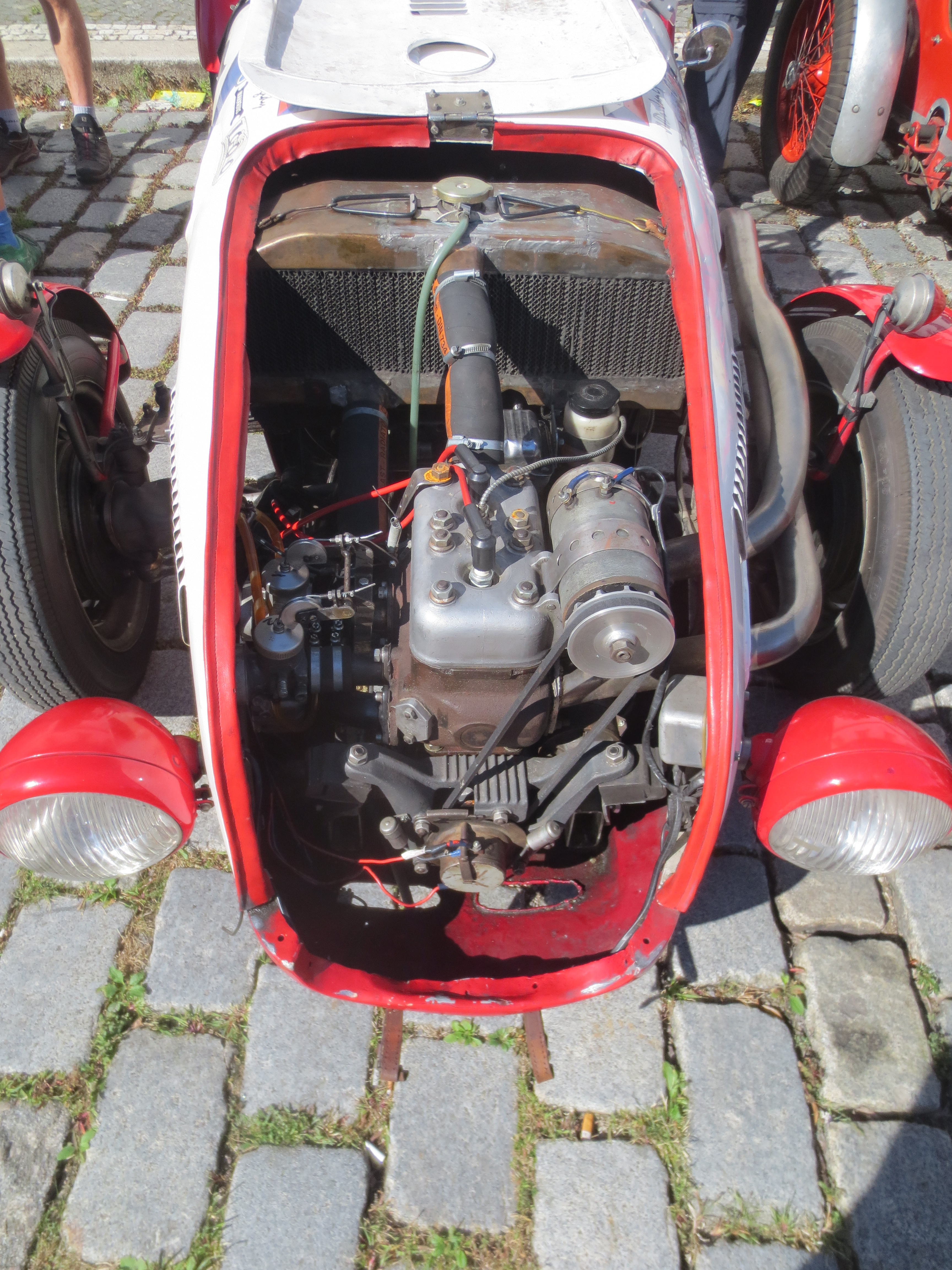
Aero Minor Sport (1948), uložení motoru
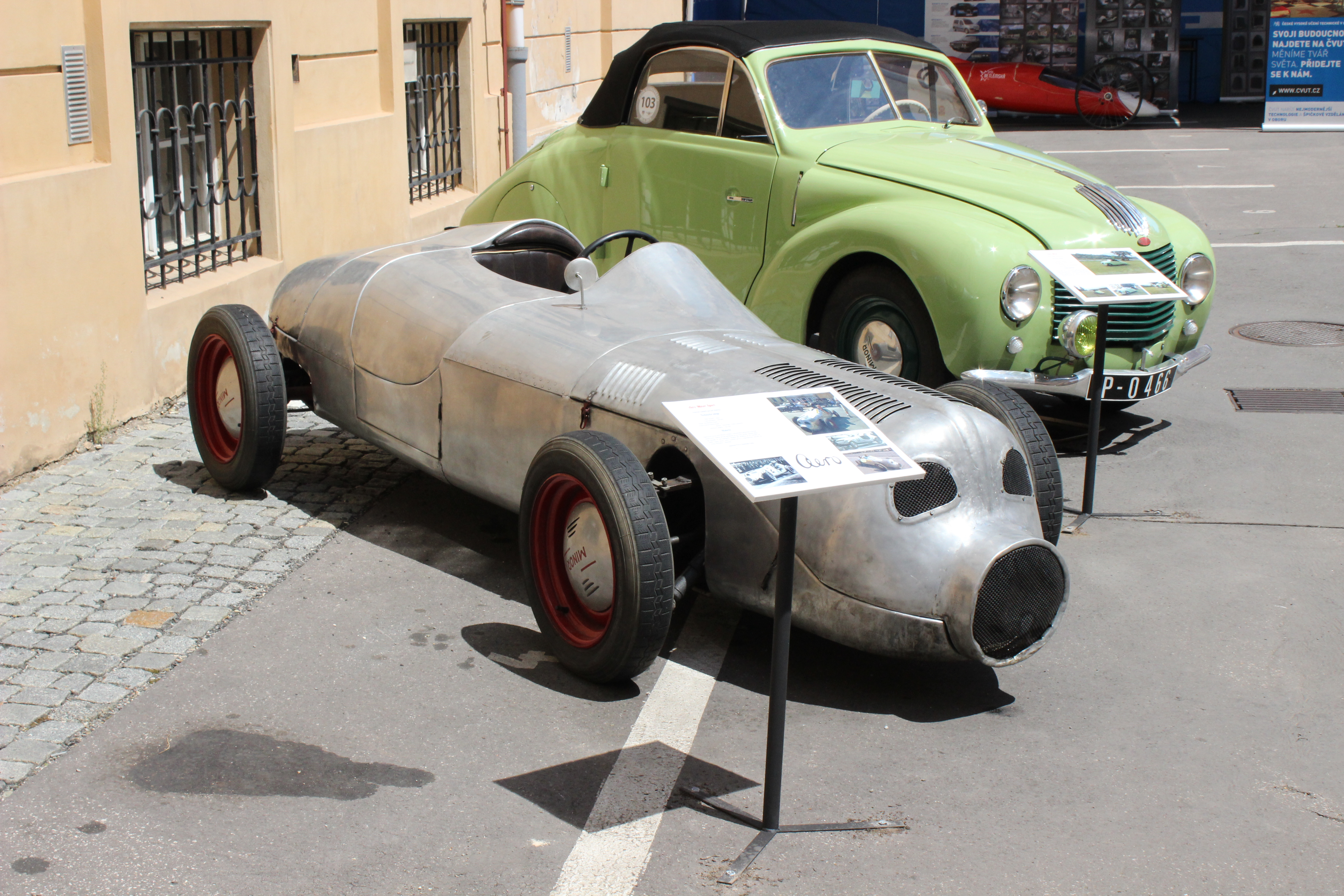
Aero Minor Sport ve verzi Margab Minor SS na výstavě Český kabriolet a kupé v průběhu století (2016)
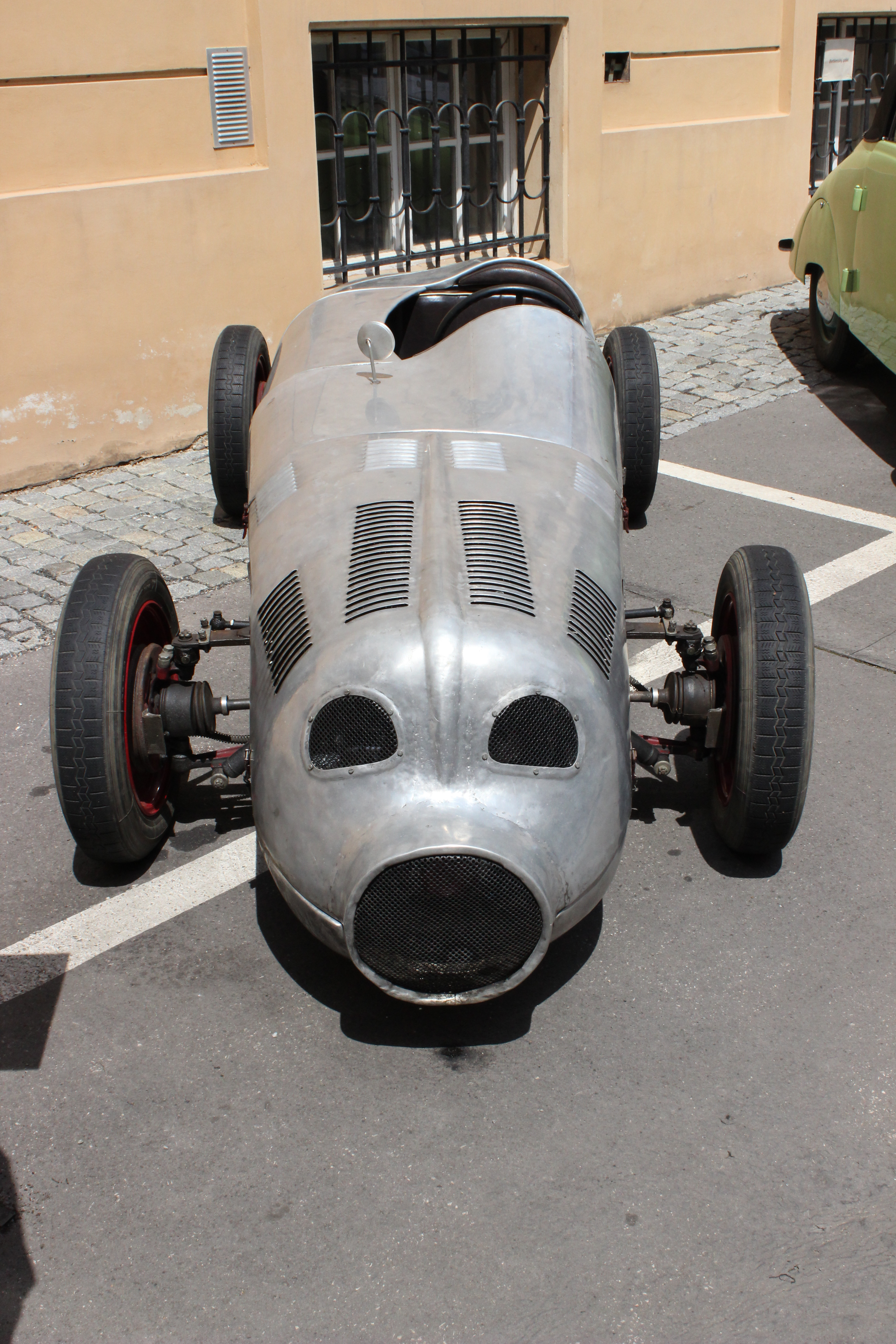
Aero Minor Sport ve verzi Margab Minor SS